# 骊山中学事件
骊山中学事件是文化大革命期間發生在中華人民共和國上海市的一起批鬥老師的事件。

## 历史
1973年9月27日，普陀區骊山中学青年政治教师胡祖丰向学校的中共党支部写了一份思想汇报，他在匯報中對學校現行的教育方针有所不滿，他表示學校不應該將先前教育方针中提到的加在勞動者前的定語「有社会主义觉悟的有文化的」刪除，他認為勞動者应当在德、智、体几方面都應該得到发展，他不認為應該把上山下乡和学工学农作为衡量教育教学质量的唯一标准，他還认为青年中存在的读书无用论思想是由学校的分配制度、升学制度等造成的。胡祖丰還抱怨学校教学质量下降，学生不好好上课。胡祖丰的意见得到了另一位教师劉正龍的认同和支持。徐景贤得知此事後要求學校批判胡祖丰、劉正龍。
1974年2月2日， 在上海市召開的批林批孔大会上，王秀珍發表讲话，認為驪山中學發生的事情是上海「两个否定」 （否定文化大革命，否定新生事物）的典型，胡祖丰是在“攻击教育革命的大好形势，妄想恢复原来一套教育制度”，並开始在上海全市范围内对胡祖丰、刘正龙進行批判，學校於是停止其党团组织生活，並對其停职检查，還讓胡祖丰到里弄和工厂接受批判。胡祖丰批判次數達到上百次，並被下放劳动。骊山中学因此被徐景贤等人树为批林批孔联系實際、「反復辟倒退」的典型，上海許多單位派人到驪山中學學習，先后到骊山中学参观的人数达11万，上海各學校随后纷纷揪斗胡祖丰式的人物，使得一批教师遭到了學校的懲罰。